# Popod Żabiem
Popod Żabiem – stara, historyczna ścieżka góralska, biegnąca u podnóża zachodnich zboczy Żabiej Grani w Tatrach Wysokich. Od lat 20. XX w. do czasów powojennych biegł tędy również znakowany szlak turystyczny.
Początkowo była to ścieżka, którą chodzili bacowie i juhasi, wypasający w Dolinie Rybiego Potoku i Dolinie Białej Wody. Wraz z rozwojem turystyki tatrzańskiej w XIX w. stała się ona jedną z najpopularniejszych dróg do Morskiego Oka (obok szlaków: z Cyrhli przez Psią Trawkę i okrężnego przez Liliowe, Zawory i Wrota Chałubińskiego). W latach 1920–1938 początkowy odcinek szlaku pozostawał zamknięty, ponieważ przekraczał ówczesną granicę polsko-czechosłowacką. Odcinek ten otwarto po powrocie Jaworzyny Spiskiej do Polski, w listopadzie 1938 r. Po drugiej wojnie światowej droga Popod Żabiem została zamknięta na polecenie WOP i od tej pory poruszanie się ścieżką jest nielegalne.